# Les Avirons
Les Avirons ist eine französische Gemeinde mit 11.445 Einwohnern (Stand 1. Januar 2022) im Übersee-Département Réunion. Die Einwohner nennen sich les Avironnais.

## Geografie
Les Avirons liegt im Südwesten der Insel und hat einen Anteil an der Meeresküste und am Bergmassiv. Die Nachbargemeinden sind Saint-Leu, Cilaos und Saint-Louis. Ein kleiner See, der Etang-Salé, grenzt ebenfalls an Les Avirons. Auf rund 900 m über dem Meeresspiegel schließt Les Avirons auch das Dorf Le Tévelave ein.

## Geschichte
Die Siedlung nahm ihre Anfänge um 1719. Seit dem 8. Januar 1894 ist sie eine eigene Gemeinde. Vormals gehörte das Gebiet zu Saint-Louis. Am 22. April desselben Jahres gastierte ein Missionar, der sogenannte Père Martin.

## Infrastruktur
In Les Avirons gibt es ein Collège, ein Lycee und eine technische Hochschule.